# Такер, Майкл
Майкл Такер (англ. Michael Tucker; род. 6 февраля 1945, Балтимор) — американский актёр, наиболее известный по роли Стюарта Марковица в сериале «Закон Лос-Анджелеса», за которую он был номинирован на премии «Золотой глобус» и «Эмми».

## Биография
Родился 6 февраля 1945 года в городе Балтимор, штат Мэриленд, США. Окончил городской колледж Балтимора, а затем учился в Университете Карнеги — Меллона.

## Карьера
В ранние годы своей актёрской карьеры Такер активно сотрудничал с театральным продюсером и режиссёром Джозефом Паппом, а также часто появлялся на сцене театра «Arena» в Вашингтоне. Такер также известен совместными работами с Линой Вертмюллер, Вуди Алленом и Барри Левинсоном.
Такер сыграл роль Стюарта Марковица в сериале «Закон Лос-Анджелеса», где снимался вместе со своей женой Джилл Айкенберри, которая играла роль Энн Келси.
Такер написал несколько книг, в число которых входит «Жизнь на иностранном языке: воспоминания о еде, вине и любви в Италии», в которой он описывает свою жизнь в Италии. В марте 2015 года Такер вместе с супругой снялся в постановке по написанной им пьесе «The M Spot».
Кроме того, он является автором драматической комедии «Fern Hill», главную роль в которой сыграла супруга Такера.

## Личная жизнь
В 1973 году Такер женился на актрисе Джилл Айкенберри. 
После долгого знакомства с художником Эмилем Норманом, пара купила у него землю в Биг-Суре, штат Калифорния. В 2006 году они сняли документальный фильм при поддержке Public Broadcasting Service под названием «Эмиль Норман: по его собственному проекту».

## Избранная фильмография
- 1978 — «Незамужняя женщина» — Фрэд
- 1978 — «Глаза Лоры Марс» — Берт
- 1982 — «Забегаловка» — Бейджел
- 1985 — «Пурпурная роза Каира» — ассистент Джила
- 1986—1994 — «Закон Лос-Анджелеса» — Стюарт Марковиц
- 1987 — «Дни радио» — отец
- 1989 — «Шоу Трейси Ульман» — отец Джо-Джо
- 1990 — «Слишком молода, чтобы умереть?» — Бадди Торнтон
- 1993 — «Консьерж» — Гарри Уигмен
- 1994 — «Могучие утята 2» — Дон Тайбблс
- 1997 — «Ускользающий идеал» — Соул Мосс
- 2009 — «Замёрзшие души» — директор театра
- 2010 — «Закон и порядок» — Нельсон Леман
- 2023 — «Восточный Нью-Йорк» — Си Сомерс